# Nyssia hillfritschi
Nyssia hillfritschi là một loài bướm đêm trong họ Geometridae.